# Finale wereldkampioenschap voetbal 1934

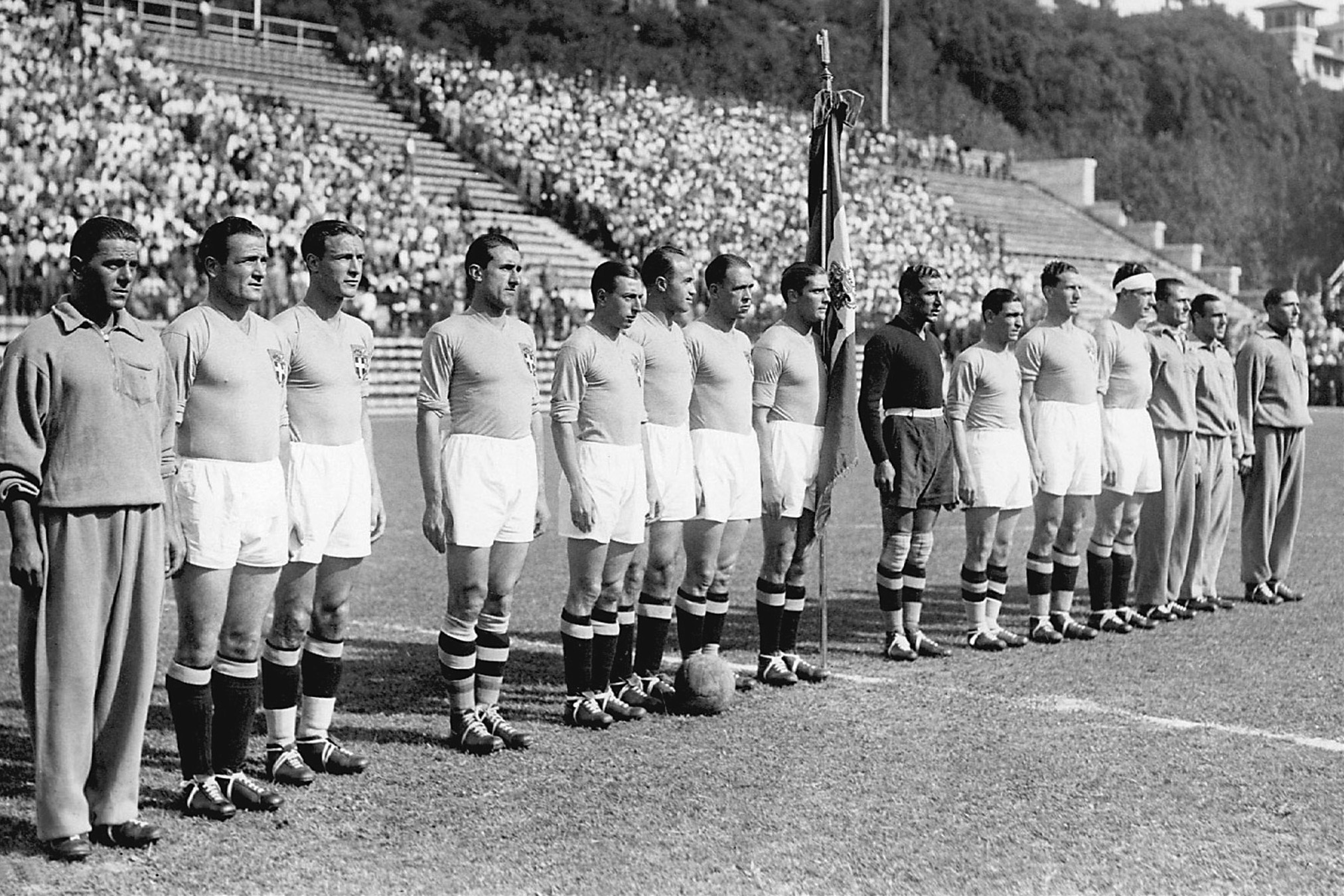
De Italiaanse ploeg voor de finale.

De finale van het wereldkampioenschap voetbal 1934 was de slotwedstrijd van dit tweede WK Voetbal. De wedstrijd vond plaats op 10 juni 1934 in het Stadio Nazionale PNF in Rome en ging tussen gastland Italië en Tsjechoslowakije.
Lange tijd bleef het 0–0, maar diep in de tweede helft wist Tsjechoslowakije via Antonín Puč de score te openen. Negen minuten voor tijd zorgde Raimundo Orsi voor opluchting voor het fascistische regieme  door de gelijkmaker te scoren, waardoor voor het eerst in de overigens nog korte WK-geschiedenis een verlenging nodig was om de titelstrijd te beslissen. In het begin van de verlenging wist Angelo Schiavio zijn land alsnog op voorsprong te brengen. Gadegeslagen door dictator Benito Mussolini hield Italië deze voorsprong vast, zodat het voor het eerst wereldkampioen werd. Later gingen geruchten dat Mussolini en scheidsrechter Ivan Eklind elkaar spraken vlak voor de wedstrijd en de Tsjechen vonden de scheidsrechter veel te partijdig, bewijzen waren er nooit.

## Route naar de finale
| Route naar de finale                                                                         |  | |
| Italië                                                                                       |  | Tsjecho-Slowakije |
| WK 1934 – Kwalificatie                                                                       |  | |
| Milaan, 25 maart 1934 Italië 4 – 0 Griekenland                                               |  | Warschau, 15 oktober 1933 Polen 1 – 2 Tsjecho-Slowakije Praag, 15 april 1934 (Reglementair) Tsjecho-Slowakije 2 – 0 Polen |
| Knockoutfase – Eerste ronde                                                                  |  | |
| Rome, 27 mei 1934 Italië 7 – 1 Verenigde Staten                                              |  | Triëst, 27 mei 1934 Tsjecho-Slowakije 2 – 1 Roemenië                                                                      |
| Knockoutfase – Kwartfinale                                                                   |  | |
| Florence, 31 mei 1934 Italië 1 – 1 Spanje Florence, 1 juni 1934 (Replay) Italië 1 – 0 Spanje |  | Turijn, 31 mei 1934 Tsjecho-Slowakije 2 – 1 Zwitserland                                                                   |
| Knockoutfase – Halve finale                                                                  |  | |
| Milaan, 3 juni 1934 Italië 1 – 0 Oostenrijk                                                  |  | Rome, 3 juni 1934 Tsjecho-Slowakije 3 – 1 Duitsland                                                                       |

## Wedstrijddetails
|                                             |                       |              |                   |                                                                                      |
| 10 juni 1934 17:30 UTC+1 «onderlinge duels» | Italië                | 2 – 1 (n.v.) | Tsjecho-Slowakije | Stadio Nazionale PNF, Rome Toeschouwers: 45.000 Scheidsrechter: Ivan Eklind (Zweden) |
| 10 juni 1934 17:30 UTC+1 «onderlinge duels» | Orsi 81' Schiavio 95' |              | 76' Puč           | Stadio Nazionale PNF, Rome Toeschouwers: 45.000 Scheidsrechter: Ivan Eklind (Zweden) |

| Italië | Tsjecho-Slowakije |

| Italië:        |                  |
|                |                  |
| GK             | Gianpiero Combi  |
| RB             | Eraldo Monzeglio |
| LB             | Luigi Allemandi  |
| RM             | Attilio Ferraris |
| CM             | Luis Monti       |
| LM             | Luigi Bertolini  |
| RW             | Enrique Guaita   |
| RF             | Giuseppe Meazza  |
| CF             | Angelo Schiavio  |
| LF             | Giovanni Ferrari |
| LW             | Raimundo Orsi    |
| Coach:         |                  |
| Vittorio Pozzo |                  |

| Tsjecho-Slowakije: |                    |
|                    |                    |
| GK                 | František Plánička |
| RB                 | Josef Čtyřoký      |
| LB                 | Ladislav Ženíšek   |
| RM                 | Rudolf Krčil       |
| CM                 | Štefan Čambal      |
| LM                 | Josef Košťálek     |
| RW                 | Antonín Puč        |
| RF                 | Oldřich Nejedlý    |
| CF                 | Jiří Sobotka       |
| LF                 | František Svoboda  |
| LW                 | František Junek    |
| Coach:             |                    |
| Karel Petrů        |                    |

Nationale bond · A-internationals · Bondscoaches · Statistieken · Tsjecho-Slowaaks vrouwenelftal · Tsjecho-Slowakije U16 · Tsjecho-Slowakije U17 · Tsjecho-Slowakije U18 · Tsjecho-Slowakije U21
1920 – 1929 · 
1930 – 1939 · 
1940 – 1949 · 
1950 – 1959 · 
1960 – 1969 · 
1970 – 1979 · 
1980 – 1989 · 
1990 – 1993
EK 1960 · 
EK 1976 · 
EK 1980
WK 1934 · 
WK 1938 · 
WK 1954 · 
WK 1958 · 
WK 1962 · 
WK 1970 · 
WK 1982 · 
WK 1990
OS 1920 · 
OS 1924 · 
OS 1964 · 
OS 1968 · 
OS 1980
1920 · 
1921 · 
1922 · 
1923 · 
1924 · 
1925 · 
1926 · 
1927 · 
1928 · 
1929 · 
1930 · 
1931 · 
1932 · 
1933 · 
1934 · 
1935 · 
1936 · 
1937 · 
1938 · 
1939 · 
1940 · 
1941 · 
1942 · 
1943 · 
1944 · 
1945 · 
1946 · 
1947 · 
1948 · 
1949 · 
1950 · 
1952 · 
1952 · 
1953 · 
1954 · 
1955 · 
1956 · 
1957 · 
1958 · 
1959 · 
1960 · 
1961 · 
1962 · 
1963 · 
1964 · 
1965 · 
1966 · 
1967 · 
1968 · 
1969 · 
1970 · 
1971 · 
1972 · 
1973 · 
1974 · 
1975 · 
1976 · 
1977 · 
1978 · 
1979 · 
1980 · 
1981 · 
1982 · 
1983 · 
1984 · 
1985 · 
1986 · 
1987 · 
1988 · 
1989 · 
1990 · 
1991 · 
1992 · 
1993
Albanië ·
Argentinië ·
Australië ·
België ·
Bolivia ·
Brazilië ·
Bulgarije ·
Chili ·
Colombia ·
Costa Rica ·
Cyprus ·
DDR ·
Denemarken ·
Duitsland ·
Egypte ·
Engeland ·
Faeröer ·
Finland ·
Frankrijk ·
Griekenland ·
Hongarije ·
Ierland ·
IJsland ·
Iran ·
Italië ·
Joegoslavië ·
Koeweit ·
Luxemburg ·
Malta ·
Mexico ·
Nederland ·
Noord-Ierland ·
Noorwegen ·
Oostenrijk ·
Polen ·
Portugal ·
Roemenië ·
Schotland ·
Sovjet-Unie ·
Spanje ·
Turkije ·
Uruguay ·
Verenigde Staten ·
Wales ·
Zweden ·
Zwitserland
Brazilië (1962) · 
Engeland (1982) · 
Frankrijk (1982) · 
Koeweit (1982) ·
West-Duitsland (1976)
FIGC · A-internationals · Selecties · Bondscoaches · Italiaans vrouwenelftal · Olympisch elftal · Italië U21 · Italië U20 · Italië U19 · Italië U18 · Italië U17 · Italië U16 · Vrouwen U17
1910 – 1919 ·
1920 – 1929 ·
1930 – 1939 ·
1940 – 1949 ·
1950 – 1959 ·
1960 – 1969 ·
1970 – 1979 ·
1980 – 1989 ·
1990 – 1999 ·
2000 – 2009 ·
2010 – 2019 ·
2020 − 2029
EK's: 1968 · 
1980 · 
1988 · 
1996 · 
2000 · 
2004 · 
2008 · 
2012 · 
2016 ·
2020 ·
2024
WK's: 1934 · 
1938 · 
1950 · 
1954 · 
1962 · 
1966 · 
1970 · 
1974 · 
1978 · 
1982 · 
1986 · 
1990 · 
1994 · 
1998 · 
2002 · 
2006 · 
2010 · 
2014
OS: 1912 · 
1920 · 
1924 · 
1928 · 
1936 · 
1948 · 
1952 · 
1960 · 
1984 · 
1988 · 
1992 · 
1996 · 
2000 · 
2004 · 
2008
1911 · 
1912 · 
1913 · 
1914 · 
1915 · 
1916 · 1917 · 1918 · 1919 · 
1920 · 
1921 · 
1922 · 
1923 · 
1924 · 
1925 · 
1926 · 
1927 · 
1928 · 
1929 · 
1930 · 
1931 · 
1932 · 
1933 · 
1934 · 
1935 · 
1936 · 
1937 · 
1938 · 
1939 · 
1940 · 
1941 · 
1942 · 
1943 · 1944 · 
1945 · 
1946 · 
1947 · 
1948 · 
1949 · 
1950 · 
1952 · 
1952 · 
1953 · 
1954 · 
1955 · 
1956 · 
1957 · 
1958 · 
1959 · 
1960 · 
1961 · 
1962 · 
1963 · 
1964 · 
1965 · 
1966 · 
1967 · 
1968 · 
1969 · 
1970 · 
1971 · 
1972 · 
1973 · 
1974 · 
1975 · 
1976 · 
1977 · 
1978 · 
1979 · 
1980 · 
1981 · 
1982 · 
1983 · 
1984 · 
1985 · 
1986 · 
1987 · 
1988 · 
1989 · 
1990 ·
1991 · 
1992 · 
1993 · 
1994 · 
1995 · 
1996 · 
1997 · 
1998 · 
1999 · 
2000 · 
2001 · 
2002 · 
2003 · 
2004 · 
2005 · 
2006 · 
2007 · 
2008 · 
2009 · 
2010 · 
2011 · 
2012 · 
2013 · 
2014 · 
2015 · 
2016 · 
2017 ·
2018 ·
2019 ·
2020 ·
2021 ·
2022 ·
2023 ·
2024
Albanië ·
Algerije ·
Argentinië ·
Armenië ·
Australië ·
Azerbeidzjan ·
België ·
Bosnië en Herzegovina ·
Brazilië ·
Bulgarije ·
Canada ·
Chili ·
China ·
Costa Rica ·
Cyprus ·
DDR ·
Denemarken ·
Duitsland ·
Ecuador ·
Egypte ·
Engeland ·
Estland ·
Faeröer ·
Finland ·
Frankrijk ·
Georgië ·
Ghana ·
Griekenland ·
Haïti ·
Hongarije ·
Ierland ·
IJsland ·
Israël ·
Ivoorkust ·
Japan ·
Joegoslavië ·
Kameroen ·
Kroatië ·
Liechtenstein · 
Litouwen ·
Luxemburg ·
Malta ·
Marokko ·
Mexico ·
Moldavië ·
Montenegro ·
Nederland ·
Nieuw-Zeeland ·
Nigeria ·
Noord-Ierland ·
Noord-Korea ·
Noord-Macedonië ·
Noorwegen ·
Oekraïne ·
Oostenrijk ·
Paraguay ·
Peru ·
Polen ·
Portugal ·
Roemenië ·
Rusland ·
San Marino ·
Saoedi-Arabië ·
Schotland ·
Servië ·
Servië en Montenegro ·
Slovenië ·
Slowakije ·
Sovjet-Unie ·
Spanje ·
Tsjechië ·
Tsjecho-Slowakije ·
Tunesië ·
Turkije ·
Uruguay ·
Venezuela ·
Verenigde Staten ·
Wales ·
Wit-Rusland ·
Zuid-Afrika ·
Zuid-Korea ·
Zweden ·
Zwitserland
Argentinië (1982) · 
Australië (2006) · 
België (2016) · 
België (2021) · 
Brazilië (1970) · 
Brazilië (1982) · 
Brazilië (1994) · 
Costa Rica (2014) · 
Duitsland (2006) · 
Duitsland (2012) · 
Engeland (2012) ·
Engeland (2014) ·
Engeland (2021) ·
Frankrijk (2000) · 
Frankrijk (2006) · 
Frankrijk (2008) · 
Ghana (2006) · 
Hongarije (1938) · 
Ierland (2012) · 
Joegoslavië (1968) · 
Kameroen (1982) · 
Kroatië (2012) · 
Nederland (2008) · 
Nieuw-Zeeland (2010) · 
Oekraïne (2006) · 
Oostenrijk (2021) · 
Paraguay (2010) · 
Peru (1982) · 
Polen (1982, 1) · 
Polen (1982, 2) · 
Roemenië (2008) · 
Spanje (2008) ·
Spanje (2012, 1) ·
Spanje (2012, 2) ·
Spanje (2016) ·
Spanje (2021) ·
Tsjechië (2006) · 
Turkije (2021) · 
Uruguay (2014) · 
Verenigde Staten (2006) · 
Wales (2021) · 
West-Duitsland (1982) · 
Zweden (2016) · 
Zwitserland (2021)